# Інтерконтинентальне чемпіонство WWE
Інтерконтинентальне чемпіонство WWE (англ. WWE Intercontinental Championship) — разом із титулом чемпіона Сполучених Штатів WWE є одним із другорядних чемпіонських титулів у промоушені професійного реслінгу WWE і належить бренду RAW. Хоча титул є не надто престижним і зазвичай за нього змагаються в мідкарді на шоу WWE, він захищався в головних подіях на WrestleMania VI, SummerSlam 1992, і на Backlash 2001. З моменту створення титулу у вересні 1979 році, багато великих реслерів вигравали цей пояс, в тому числі члени Зали Слави Пат Паттерсон (перший чемпіон), Дон Муракамі, Тіто Сантана, Грег Валентайн і Шон Майклз. Крім того, багато теперішніх реслерів також завоювували титул Інтерконтинентального чемпіона, наприклад Скеля, Кріс Джеріко, Джефф Гарді і Тріпл Ейч. Титул входить до складу Великого шолома WWE.

## Значення
Термін "інтерконтинентальний" означає визнання на різних континентах, спочатку на двох — Північній і Південній Америці.
В 1985 році, вигляд поясу змінився, на мапу посередині центральної плати було додано Атлантичний океан, Африку і Європу. 10 квітня 1989 року, титул вперше захищався не в Північній Америці, Рік Руд переміг Останнього Воїна в Мілані, Італія. 30 березня 1991 року, Містер Перфект вперше захистив титул в Азії, а саме в Токіо. 6 квітня 1997 року, чемпіон Рокі Майвія переміг у титульному матчі в Дурбані, Південна Африка. 7 квітня 2005 року, Шелтон Бенджамін вперше захистив титул в Австралії, матч відбувся у Брисбені.

## Історія

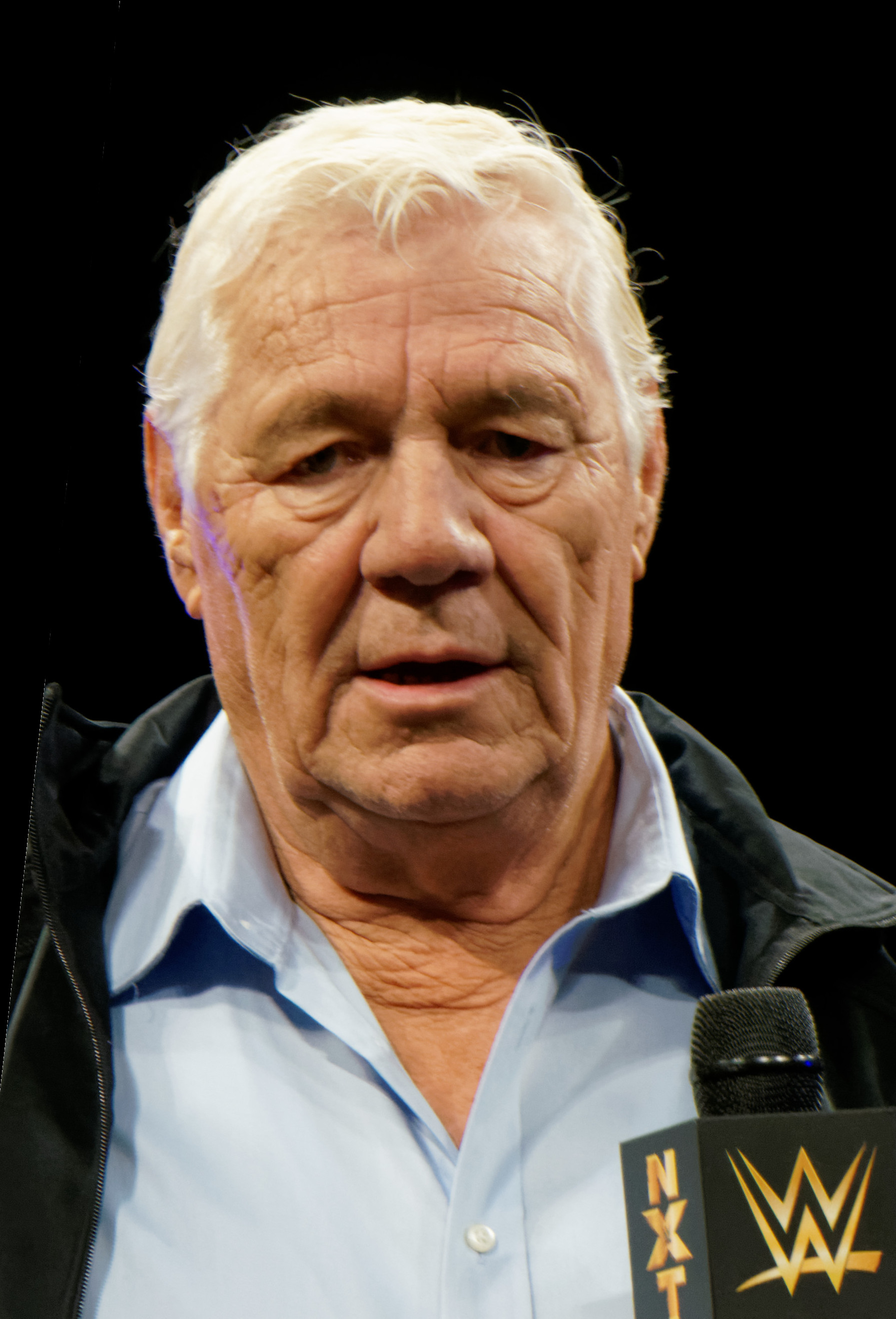
Перший чемпіон і член Залу Слави WWE — Пат Паттерсон.

Північноамериканський чемпіон WWF у важкій вазі Пат Паттерсон став першим Інтерконтинентальним чемпіоном 1 вересня 1979 року.
17 жовтня 1999 року Чайна стала єдиною жінкою, яка здобула Інтерконтинентальний титул, перемігши Джеффа Джарретта на No Mercy. Після того, як WWE купила WCW в березні 2001 року, Інтерконтинентальний титул було об'єднано з титулом чемпіона Сполучених Штатів WCW на Survivor Series 2001, в результаті чого останнє припинило існування. Тоді, чемпіон Сполучених Штатів Едж переміг Інтерконтинентального чемпіона Теста.
Після зміни імені компанії з «WWF» на «WWE» в 2002 році, титул згодом було об'єднано з Європейським титулом в матчі з драбинами 22 липня, і Хардкорним чемпіонством 26 серпня. Інтерконтинентальний чемпіон Роб Ван Дам переміг Європейського чемпіона Джеффа Харді і Хардкорного чемпіона Томмі Дрімера відповідно. В результаті, Роб Ван Дам став останнім Європейським і Хардкорним чемпіоном. Того ж року, на No Mercy, титул було об'єднано з чемпіонством світу у важкій вазі. Тріпл Ейч переміг Інтерконтинентального чемпіона Кейна, внаслідок чого Інтерконтинентальний титул припинив існування. Проте, в березні 2003 року, генеральний менеджер Raw Стів Остін відновив титул як другорядний чемпіонський титул для бренда Raw. Незабаром після цього, титул чемпіона Сполучених Штатів WCW було відновлено як титул чемпіона Сполучених Штатів WWE для бренда SmackDown. Під час «Драфту WWE», 13 квітня 2009 року, тодішній чемпіон Рей Містеріо перейшов до SmackDown, зробивши Інтерконтинентальний титул ексклюзивним для цього бренда.
2 жовтня 2011 року, на Hell in a Cell, Коді Роудс увів змінену версію класичного вигляду пояса з білим ременем часів WWF.  З 29 серпня 2011 року, коли всі програми WWE стали "супершоу" за участі реслерів з усього ростеру, титул міг захищатися як на Raw, так і на SmackDown.  18 серпня 2014 року, вигляд пояса (як і всі чемпіонські пояси в WWE) було оновлено новим логотипом. 2019 року відбувся редизайн пояса на поточний стан.

## Володіння

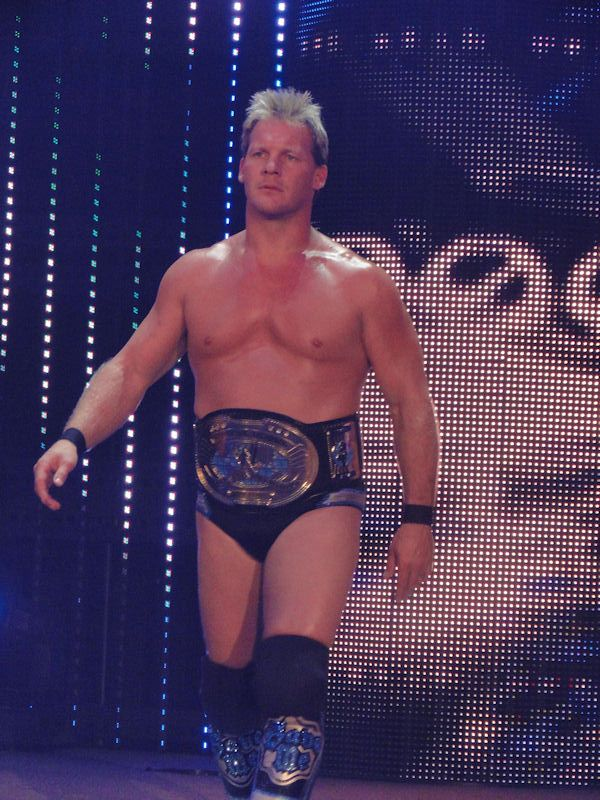
Дев'ятиразовий чемпіон Кріс Джеріко.

Першим чемпіоном був Пат Паттерсон, який будучи Північноамериканським чемпіоном WWF у важкій вазі, у вересні 1979 року також був оголошений «Південноамериканським чемпіоном у важкій вазі» після «перемоги» на неправдивому турнірі в Ріо-де-Жанейро. Паттерсон об'єднав два титули в Інтерконтинентальний титул.
Титулом володіли 78 різних чемпіонів. Кріс Джеріко має найбільшу кількість володінь титулом - 9 разів. Педро Моралес загалом тримав титул рекордні 619 днів, а Хонкі Тонк Мен мав найдовше безперервне володіння до 2023-2024 років, поки ці рекорди не побив Гюнтер. 202 Дін Дуглас мав найкоротше володіння - 13 хвилин і 52 секунди. Чайна є єдиною жінкою, яка виграла титул. Наймолодшим чемпіоном був Джефф Харді, який здобув чемпіонство у віці 23 років, тоді як найстарішим чемпіоном був Рік Флер, котрий виграв титул на Unforgiven 2005 у віці 56 років. За всю історію титул 11 разів ставав вакантним.  
Чинний чемпіон — Домінік Містеріо з угруповання Судний День, котрий переміг тоді ще чемпіона Брона Брейккера, Пенту і партнера по Судному Дню Фінна Балора у багатосторонньому матчі на Реслманії 41.